# دهستان صفی‌آباد
دهستان صفی‌آباد، یکی از دهستان‌های بخش مرکزی شهرستان بام و صفی‌آباد در استان خراسان شمالی ایران است. مرکز این دهستان، روستای الست علیا است.

## جمعیت
بر پایه سرشماری عمومی نفوس و مسکن در سال ۱۳۹۵، جمعیت دهستان صفی‌آباد برابر با ۳٬۱۳۰ نفر بوده‌است.